# Carl Herrera
Carl Víctor Herrera Alleyne (Canaan, Trinidad y Tobago, 14 de diciembre de 1966) es un exjugador y entrenador de baloncesto venezolano que disputó 18 temporadas como profesional. Con 2,06 metros de altura, jugaba en la posición de alero. Fue campeón en la NBA en dos ocasiones con los Houston Rockets y representó a la selección nacional de Venezuela desde 1983 a 2002.

## Carrera deportiva

### Inicios
Nacido en el pequeño pueblo de Canaan en la Isla de Trinidad, viajó junto a su familia con meses de edad a Caracas, Venezuela, donde comenzó a practicar la disciplina del baloncesto a los 13 años.

### Universidad

#### Estadísticas
| Año     | Equipo               | PJ | MPP  | %TC  | %3P  | %TL  | RPP | APP | ROB | TPP | PPP  |
| ------- | -------------------- | -- | ---- | ---- | ---- | ---- | --- | --- | --- | --- | ---- |
| 1988-89 | Jacksonville College | 28 |      | .569 | .550 | .756 | 370 | 2.2 |     |     | 25.2 |
| 1989-90 | Houston              | 33 | 31.0 | .565 | .375 | .804 | 302 | 0.6 | 49  | 65  | 16.7 |
| Total   | Total                | 61 | 31.0 | .567 | .500 | .779 | 672 | 1.9 | 49  | 65  | 20.7 |

- Nota: Las estadísticas de la universidad de Jacksonville están incompletas por falta de referencias

### Profesional
Fue el primer jugador venezolano en jugar en la NBA.[cita requerida] En el año 1984 queda seleccionado como novato del año en la extinta Liga Especial de Venezuela, luego Liga Profesional de Baloncesto de Venezuela con el equipo Bravos de Portuguesa.
Comenzó su carrera estudiantil en Estados Unidos en la Universidad de Jacksonville (1987-89) en Texas antes de enrolarse a la Universidad de Houston (1989-90).
Jugó en España para el Real Madrid en la temporada 1990-91. 
Fue elegido por los Miami Heat en la segunda ronda (turno 30) del Draft de la NBA de 1990. 
Sus derechos fueron canjeados por los Heat junto con los de Dave Jamerson a Houston a cambio de Alec Kessler el 27 de junio de 1990. 
Firmó como agente libre con los Houston Rockets el 29 de septiembre de 1992.
Logró dos títulos de la NBA de forma consecutiva en las temporadas (1994 y 1995). Su tarea fue como jugador de rol en Houston basando su juego en la defensa, en su segunda campaña en el equipo mejoró con promedios de 7.5 puntos, 5.6 rebotes en 22.2 minutos por encuentro en la que sería su mejor campaña. 
Firmó con los San Antonio Spurs como agente libre el 29 de septiembre de 1995. Disputó 41 partidos y tuvo registros de 1.9 puntos y 1.8 rebotes en 8.9 minutos. Estuvo en la lista de jugadores lesionados en dos ocasiones.
En la siguiente temporada – el 25 de junio de 1998 – fue canjeado a Vancouver Grizzlies junto con los derechos del dominicano Felipe López a cambio de Antonio Daniels. 
Jugó cuatro partidos con los Grizzlies antes de ser dejado en libertad el 29 de febrero de 1999 y luego firmó con Denver Nuggets el 3 de marzo donde participó en 24 juegos en lo que restó de la temporada.
Regresó a la Liga Profesional de Baloncesto de Venezuela para la temporada 1999 con los Bravos de Portuguesa que luego pasaron a ser Guaros de Lara. Luego jugó con los Trotamundos de Carabobo la temporada 2000.
Al terminar la temporada 2000 del baloncesto profesional de Venezuela, ocupaba el octavo puesto de todos los tiempos en rebotes (2,560), segundo en bloqueos (547) y el puesto 20 en puntos (4971). Fue elegido en las temporadas 1989 y 1990 en el Equipo Todo Estrellas del baloncesto profesional de Venezuela.
El 2004 hizo parte de los Guaiqueríes de Margarita (LPB), donde disputó 22 partidos y tuvo promedios de 8.7 puntos y 3.9 rebotes.
[actualizar]

### Entrenador
En el año 2012 incursiona en la Liga Nacional de Baloncesto de Venezuela como entrenador de Estudiantes de Guárico, equipo de primera división de la mencionada liga, el cual hasta la fecha sería el equipo de mayor antigüedad en permanecer activo. 
En el año 2013 es seleccionado como entrenador del año en la Liga Profesional de Baloncesto de Venezuela con los Gigantes de Guayana.

### Selección nacional
Herrera guio a Venezuela en la conquista de la medalla de plata en el Campeonato FIBA Américas de 1992 y aseguró una plaza en las justas olímpicas. En ese campeonato tuvo promedios de 23,5 puntos y 10 rebotes en siete partidos. Participó en los juegos olímpicos de Barcelona.
También ganó el Campeonato Sudamericano de 1991 y fue bronce en 1999 y 2001.

## Estadísticas de su carrera en la NBA

### Temporada regular
| Año     | Equipo      | PJ  | PT  | MPP  | %TC  | %3P  | %TL  | RPP | APP | ROB | TPP | PPP |
| ------- | ----------- | --- | --- | ---- | ---- | ---- | ---- | --- | --- | --- | --- | --- |
| 1991-92 | Houston     | 43  | 7   | 13.2 | 3.7  | .516 | .000 | 0.6 | 0.6 | 0.4 | 2.3 | 4.4 |
| 1992-93 | Houston     | 81  | 12  | 22.2 | 5.5  | .541 | .000 | 1.5 | 0.8 | 0.6 | 5.6 | 7.5 |
| 1993-94 | Houston     | 75  | 0   | 17.2 | 4.1  | .458 | .000 | 0.9 | 0.5 | 0.4 | 3.8 | 4.7 |
| 1994-95 | Houston     | 61  | 26  | 21.8 | 5.4  | .523 | .000 | 1.2 | 0.7 | 0.7 | 4.6 | 6.8 |
| 1995-96 | San Antonio | 44  | 6   | 8.9  | 0.9  | .412 | .000 | 0.1 | 0.4 | 0.2 | 1.8 | 1.9 |
| 1996-97 | San Antonio | 75  | 58  | 24.5 | 3.4  | .433 | .333 | 1.1 | 0.7 | 0.8 | 4.5 | 8.0 |
| 1997-98 | San Antonio | 58  | 1   | 8.9  | 1.3  | .434 | .000 | 0.3 | 0.4 | 0.3 | 1.6 | 2.9 |
| 1998-99 | Denver      | 4   | 0   | 10.5 | 0.8  | .231 | .000 | 0.0 | 0.8 | 0   | 2.0 | 1.5 |
| 1998-99 | Vancouver   | 24  | 0   | 11.0 | 1.1  | .429 | .000 | 0.2 | 0   | 0.5 | 2.3 | 2.5 |
| Total   | Total       | 465 | 100 | 17.3 | .476 | .143 | .643 | 2.5 | 3.6 | 4.8 | 0.5 | 5.3 |

## Logros y reconocimientos

### Clubes
NBA
- Houston Rockets (2): 1994, 1995

Sudamérica
- Campeonato Sudamericano de Clubes con Trotamundos Carabobo 2000
- Campeonato Sudamericano de Clubes con Delfines de Cabimas 2001, 2002, 2003

### Selección
- Campeonato Sudamericano de Baloncesto de 1991
- Campeonato FIBA Américas de 1992
- Campeonato Sudamericano de Baloncesto de 1999
- Campeonato Sudamericano de Baloncesto de 2001

### Individuales
- Novato del año en la LPB 1984
- Entrenador del año en la LPB 2013

## Vida personal
Tiene cuatro hijos y tres nietos y está casado con Betsa Herrera.
Fue Hakeem Olajuwon quien lo bautizó con el apodo de «Amigo».
En 1993 fue elegido como uno de los 100 hispanos más influyentes en Estados Unidos por la revista Hispanic Business Magazine. 
En 1998 fue homenajeado con la construcción de un moderno complejo deportivo, el Coliseo Carl Herrera Allen de la ciudad de Guanare.
En enero del 2005 fue distinguido en Nueva York con los Premios Deportes Latinos junto a grandes figuras como Adrián Beltré, de los Marineros de Seattle y José "Chegui" Torres boxeador puertorriqueño.
En diciembre del 2014 fue herido de bala en un brazo en la isla de Margarita durante un intento de robo, pero no tuvo consecuencias mayores afortunadamente.
En 2018 fue homenajeado por los Houston Rockets como entre los mejores 50 jugadores de la historia del equipo.